# АЭС Лимерик
АЭС Лимерик (англ. Limerick Generating Station) — действующая атомная электростанция на востоке США.
Станция расположена на берегу реки Скулкилл в округе Монтгомери штата Пенсильвания.

## Информация об энергоблоках
| Энергоблок | Тип реакторов       | Мощность | Мощность | Начало строительства | Физпуск    | Подключение к сети | Ввод в эксплуатацию | Закрытие |
| Энергоблок | Тип реакторов       | Чистый   | Брутто   | Начало строительства | Физпуск    | Подключение к сети | Ввод в эксплуатацию | Закрытие |
| ---------- | ------------------- | -------- | -------- | -------------------- | ---------- | ------------------ | ------------------- | -------- |
| Лимерик-1  | BWR, BWR-4 (Mark 2) | 1130 МВт | 1194 МВт | 19.06.1974           | 22.12.1984 | 13.04.1985         | 01.02.1986          | —        |
| Лимерик-2  | BWR, BWR-4 (Mark 2) | 1134 МВт | 1194 МВт | 19.06.1974           | 12.08.1989 | 01.09.1989         | 08.01.1990          | —        |